# 이카라
이카라(Ikara)는 나이지리아 북부 카두나주의 마을로, 자리아시에서 북동쪽으로 약 75킬로미터 지점에 위치해 있다. 이카라는 이카라, 사본, 쿠르민, 하인, 팔라, 사야 등 5개 마을들로 구성된 지구이다. 지역정부의회의 의장은 사디크 이브라힘 살리후(Sadiq Ibrahim Salihu)이다.

## 부족
이 지역의 주요 부족은 하우사(Hausa)족과 풀라니(Fulani)족이다. 종교는 이슬람교와 기독교이다. 주로 농업을 하며 산다. 기니옥수수, 콩, 대두, 쌀, 카사바, 토마토, 사탕수수 등의 작물을 생산한다.